# Abend
En informatique, un abend ou AbEnd (de l'anglais abnormal end, soit fin anormale) désigne l'arrêt anormal et inopiné du fonctionnement d'un logiciel, ou un plantage de programme.
Cette utilisation provient des messages d'erreurs affichés sur les systèmes d'exploitation IBM OS/360 et z/OS. Une plaisanterie courante prétend que le mot vient du mot allemand « Abend », qui signifie le « soir ».
Les messages d'erreurs les plus courants sont ABEND 0C7 (Exception sur les données) et ABEND 0CB (Division par zéro).
Les erreurs et les plantages du système d'exploitation réseau Novell NetWare sont généralement appelés ABENDs. Parmi les communautés d'administrateurs NetWare qui ont vu le jour sur l'Internet, on peut citer l'ancien site abend.org.